# Stavanger tingrett
Stavanger tingrett er en førsteinstansdomstol under Gulating lagdømme. Tingretten ligger i Stavanger i Rogaland og dækker kommunene Stavanger, Sola, Randaberg, Kvitsøy, Rennesøy, Finnøy, Strand og Hjelmeland. Domstolen har 23 dommere.
Sorenskriver Helge Bjørnestad er embedsleder.
Fra 1. juli 2007 blev Ryfylke tingrett indlemmet som en del af Stavanger tingrett. I tillæg til de kommuner som de to domstolene allerede dækket blev Sola, som tidligere var en del af Jæren tingrett, lagt inn under domstolen. Kommunene Sauda og Suldal blev i 2008 overført til Haugaland tingrett, og Forsand blev overført til Jæren tingrett.
Før dette dekket Stavanger tingrett bare Stavanger kommune.